# Hudem, Kudligi
Hudem là một làng thuộc tehsil Kudligi, huyện Bellary, bang Karnataka, Ấn Độ.